# Apoplanesia cryptopetala
Apoplanesia cryptopetala är en ärtväxtart som beskrevs av Henri François Pittier. Apoplanesia cryptopetala ingår i släktet Apoplanesia och familjen ärtväxter. Inga underarter finns listade i Catalogue of Life.